# قوشه تپه قزل‌آباد ۲
قوشه تپه قزل آباد ۲ مربوط به هزاره اول قبل از میلاد است و در شهرستان همدان، بخش فامنین، روستای قزل آباد واقع شده و این اثر در تاریخ ۱۱ شهریور ۱۳۸۲ با شمارهٔ ثبت ۹۸۷۰ به‌عنوان یکی از آثار ملی ایران به ثبت رسیده است.